# Dutch Beer Challenge 2022
De achtste editie van de Dutch Beer Challenge vond plaats op 13 april 2022. 144 Nederlandse brouwerijen stuurden gezamenlijk een recordaantal van 550 bieren in voor deze wedstrijd.

## Winnaars
De prijsuitreiking vond plaats op 26 april 2022 in het Van Donge & De Roo Stadion in Rotterdam. De Dutch Beer Challenge 2022 kende twee grote winnaars: Bierbrouwerij de Koningshoeven van La Trappe en Jopen Bier, elk met zes medailles. De Koningshoeven won twee gouden, drie zilveren en één bronzen medaille. Jopen behaalde één gouden en vijf bronzen medailles. Brouwerij Kees won de meeste gouden medailles, met een totaal van drie. De Mitra Award voor "Het Beste Bier van Nederland 2022" werd gewonnen door De Weldoener van Brouwerij Maallust.
Hieronder een overzicht van de bieren die een medaille hebben gewonnen in de Dutch Beer Challenge van 2022.

### Amber Ale
| Bier                    | Brouwerij                                      | Subcategorie            | Prijs  |
| ----------------------- | ---------------------------------------------- | ----------------------- | ------ |
| Tesselaar Strandstruner | Tesselaar Familiebrouwerij                     | Pale Ale/Speciale Belge | Goud   |
| Dikke Lul 3 Bier        | Uiltje Brewing Company                         | Pale Ale/Speciale Belge | Zilver |
| Dutch Eagle             | Morebeer Brewing i.s.m. Poesiat & Kater        | Pale Ale/Speciale Belge | Brons  |
| Euforie 3               | 100 Watt                                       | IPA                     | Goud   |
| Katzwum                 | Brouwerij Homeland                             | IPA                     | Zilver |
| Hop Zij Met Ons         | Jopen Bier                                     | IPA                     | Brons  |
| Power Move              | vandeStreek                                    | Double/Imperial IPA     | Goud   |
| The Big Fat 5           | Morebeer Brewing i.s.m. Uiltje Brewing Company | Double/Imperial IPA     | Zilver |
| Cascade Green Sweater   | Uiltje Brewing Company                         | Double/Imperial IPA     | Brons  |
| Kaapse Karel            | Kaapse Brouwers                                | Session IPA             | Goud   |
| Levensgenieter          | Brouwerij Kompaan                              | Session IPA             | Zilver |
| Let There Be Light      | Jopen Bier                                     | Session IPA             | Brons  |
| Juice Punch             | Frontaal Brewing Company                       | Hazy IPA/NEIPA          | Goud   |
| Warmouth v6             | Brewpub De Kromme Haring                       | Hazy IPA/NEIPA          | Zilver |
| Blurred Lines           | Jopen Bier                                     | Hazy IPA/NEIPA          | Brons  |

### Blond
| Bier                   | Brouwerij                      | Subcategorie   | Prijs  |
| ---------------------- | ------------------------------ | -------------- | ------ |
| Lindeboom Pilsener     | Lindeboom Bierbrouwerij        | Pils           | Goud   |
| Gooische Goud          | Gooische Bierbrouwerij         | Pils           | Zilver |
| Jopen Craft Pilsner    | Jopen Bier                     | Pils           | Brons  |
| Kâld Kletske Pils      | Brouwerij Dockum               | Pils           | Brons  |
| 44 Boven NAP           | Brouwerij Grensgeval           | Saison         | Goud   |
| Kâld Kletske Jiertiid  | Brouwerij Dockum               | Saison         | Zilver |
| Fugu                   | Brewpub De Kromme Haring       | Saison         | Brons  |
| Saison                 | Brouwerij De 7 Deugden         | Saison         | Brons  |
| Nova 7                 | Zuyd Craft                     | Licht Blond    | Goud   |
| La Trappe Blond        | Bierbrouwerij de Koningshoeven | Licht Blond    | Zilver |
| De Heische Hoeve Blond | De Heische Hoeve               | Licht Blond    | Brons  |
| De Weldoener           | Brouwerij Maallust             | Blond-/Meibock | Goud   |
| Brassers Blond         | Brouwerij Homeland             | Blond-/Meibock | Zilver |
| Hertog Jan Lentebock   | Hertog Jan                     | Blond-/Meibock | Zilver |
| De Deerne              | Brouwerij Maallust             | Blond-/Meibock | Brons  |
| Alkmaars Blondje       | Brouwerij Dampegheest          | Zwaar Blond    | Goud   |
| Texels Tripel          | Texelse Bierbrouwerij          | Zwaar Blond    | Zilver |
| Brand Krachtig Blond   | Brand Bierbrouwerij            | Zwaar Blond    | Brons  |
| High Five              | Breugem Bier                   | Tripel         | Goud   |
| La Trappe Tripel       | Bierbrouwerij de Koningshoeven | Tripel         | Zilver |
| Jura 8                 | Zuyd Craft                     | Tripel         | Brons  |
| Hertog Jan Tripel      | Hertog Jan                     | Tripel         | Brons  |

### Donker
| Bier                      | Brouwerij                      | Subcategorie             | Prijs  |
| ------------------------- | ------------------------------ | ------------------------ | ------ |
| Bière de Garde Brune      | Brouwerij Duits & Lauret       | Licht Donker             | Goud   |
| Gouverneur Dubbel         | Lindeboom Bierbrouwerij        | Licht Donker             | Zilver |
| Het Dubbele Bier          | Brouwerij Vandeoirsprong       | Licht Donker             | Brons  |
| Scheepsbok                | Brouwerij Homeland             | Bock/Dubbelbock          | Goud   |
| Gulpener Herfstbock       | Gulpener Bierbrouwerij         | Bock/Dubbelbock          | Zilver |
| Naeckte Bock              | Naeckte Brouwers               | Bock/Dubbelbock          | Brons  |
| Blauwst’rig               | IV:UUR Bierbrouwerij           | Dark/Black IPA           | Goud   |
| Dropzone X                | Beekdal Brouwerij              | Dark/Black IPA           | Zilver |
| Sexy Galaxy               | Low Five Brewing               | Dark/Black IPA           | Brons  |
| Nina's Black Metal BDIPA  | Muifelbrouwerij                | Dark/Black IPA           | Brons  |
| Extra Stout               | K.E.G.S.                       | Stout/Porter             | Goud   |
| Hooglander Espresso Stout | Hooglander Bier                | Stout/Porter             | Zilver |
| Panty                     | Oedipus Brewing                | Stout/Porter             | Brons  |
| Krib 888 Quadrupel        | Woal Brouwers                  | Zwaar Donker             | Goud   |
| La Trappe Quadrupel       | Bierbrouwerij de Koningshoeven | Zwaar Donker             | Zilver |
| Houten Hasses             | Koekwhouse Bierbrouwerij       | Zwaar Donker             | Brons  |
| Export Porter 1750        | Brouwerij Kees                 | Imperial Stout           | Goud   |
| Pitmaster Porter          | Uiltje Brewing Company         | Imperial Stout           | Zilver |
| Hel & Verdoemenis         | Brouwerij De Molen             | Imperial Stout           | Brons  |
| Barleywine                | Brouwerij Troost               | Gerstewijn (Barley Wine) | Zilver |
| Nieuw Ligt                | Brouwerij de Hemel             | Gerstewijn (Barley Wine) | Brons  |
| Rhodesian                 | Frontaal Brewing Company       | Gerstewijn (Barley Wine) | Brons  |

### Innovatie/Speciaal
| Bier                                                                  | Brouwerij                      | Subcategorie                | Prijs  |
| --------------------------------------------------------------------- | ------------------------------ | --------------------------- | ------ |
| Lorre                                                                 | Brouwerij Homeland             | Fruit                       | Goud   |
| Bruut                                                                 | Brouwerij Hommeles             | Fruit                       | Zilver |
| Grapefruit non alcoholic IPA                                          | vandeStreek Bier               | Fruit                       | Brons  |
| Barrel Project 2022 Buffalo Trace                                     | Brouwerij Kees                 | Houtgelagerd                | Goud   |
| Mad Mountie BA                                                        | Brouwerij Bliksem              | Houtgelagerd                | Zilver |
| GROM: Beast of Bourbon                                                | Brouwerij Bliksem              | Houtgelagerd                | Zilver |
| TIEN - Hennesy VS Cognac                                              | Naeckte Brouwers               | Houtgelagerd                | Brons  |
| La Trappe Quadrupel Oak Aged                                          | Bierbrouwerij de Koningshoeven | Houtgelagerd                | Brons  |
| Witte Rook                                                            | Jopen Bier                     | Rook                        | Goud   |
| Allmouth                                                              | Pontus Brewing                 | Rook                        | Zilver |
| Smokin' Hammers                                                       | Stanislaus Brewskovitch        | Rook                        | Zilver |
| Gooisch Zwart                                                         | Gooische Bierbrouwerij         | Speciaal (Minder dan 6 ABV) | Goud   |
| Witches Hammer                                                        | Stanislaus Brewskovitch        | Speciaal (Minder dan 6 ABV) | Goud   |
| Cappu dei Capi                                                        | Stanislaus Brewskovitch        | Speciaal (Minder dan 6 ABV) | Zilver |
| Lager Lab Eastcoast Porter                                            | Brouwerij Noordt               | Speciaal (Minder dan 6 ABV) | Brons  |
| Dark & Stormy                                                         | Brouwerij Kees                 | Speciaal (Meer dan 6 ABV)   | Goud   |
| Liquid Desserts 20.2 - Cognag B.A. Salted Caramel Pecan Pie Quadruple | Big Belly Brewing Company      | Speciaal (Meer dan 6 ABV)   | Zilver |
| Coffee IPA                                                            | K.E.G.S.                       | Speciaal (Meer dan 6 ABV)   | Brons  |
| Gospel                                                                | Oedipus Brewing                | Sour/Brett                  | Goud   |
| Pamela                                                                | Oedipus Brewing                | Sour/Brett                  | Zilver |
| Italia                                                                | Oedipus Brewing                | Sour/Brett                  | Brons  |
| The Crab & The Monkey                                                 | Brewpub De Kromme Haring       | Sour/Brett                  | Brons  |
| La Trappe Nillis                                                      | Bierbrouwerij de Koningshoeven | Alcoholvrij                 | Goud   |
| Brand IPA 0.0                                                         | Brand Bierbrouwerij            | Alcoholvrij                 | Zilver |
| Hertog Jan 0.0                                                        | Hertog Jan                     | Alcoholvrij                 | Brons  |
| Stoked! Hibiscus Radler                                               | Stoked Beer                    | Alcoholarm                  | Goud   |
| Fun House Non Alcoholic NEIPA                                         | vandeStreek Bier               | Alcoholarm                  | Zilver |
| Vrijwit                                                               | Brouwerij 't IJ                | Alcoholarm                  | Brons  |
| Leussink Non-Alcoholic                                                | Bierbrouwerij Breda            | Alcoholarm                  | Brons  |

### Tarwe-/Granenbier
| Bier                     | Brouwerij                      | Subcategorie | Prijs  |
| ------------------------ | ------------------------------ | ------------ | ------ |
| La Trappe Witte Trappist | Bierbrouwerij de Koningshoeven | Witbier      | Goud   |
| IJwit                    | Brouwerij 't IJ                | Witbier      | Zilver |
| Jopen Dubbel Wit         | Jopen Bier                     | Witbier      | Brons  |
| Dutch Border Weizen      | Dutch Border Craft Beer        | Weizen       | Goud   |
| Hertog Jan Weizener      | Hertog Jan                     | Weizen       | Goud   |
| Othmar Dunkel Weizen     | Othmar                         | Weizen       | Zilver |
| Zilver                   | Stadsbrouwerij De Drie Ringen  | Weizen       | Brons  |
| Barry Weizen             | Stanislaus Brewskovitch        | Weizen       | Brons  |